# Ковбасюк, Мария Семёновна
Мария Семёновна Ковбасюк (род. 23 июня 1929, Сычовка, Уманский округ) — украинская советская деятельница, зоотехник, бригадир свинофермы совхоза Шполянского сахарного комбината Черкасской области, депутат Совета Союза Верховного Совета СССР 7-го и 8-го созывов.

## Биография
Родилась 23 июня 1929 года в селе Сычовка Христиновского района Черкасской области в крестьянской семье.
В 1949 году окончила Теплицкий зоотехникум Винницкой области.
С 1949 года — зоотехник Лещиновского зооветеринарного пункта Христиновского района Черкасской области.
В 1955 году окончила Белоцерковский сельскохозяйственный институт Киевской области.
В 1955—1960 годах — главный зоотехник совхоза «Прибой» Карело-Финской ССР (затем — Карельской АССР).
С 1960 года — бригадир племенной свинофермы совхоза Шполянского сахарного комбината Черкасской области.
Потом — на пенсии в городе Шпола Черкасской области.

## Награды
- Орден Трудового Красного Знамени;
- Медаль «За доблестный труд. В ознаменование 100-летия со дня рождения Владимира Ильича Ленина» (1970);
- Медали;
- Заслуженный зоотехник Украинской ССР.